# جون هاليغان
جون هاليغان (بالإنجليزية: John Halligan)‏ هو مسير رياضي أمريكي، ولد في 1942، وتوفي في 20 يناير 2010.